# Municipio de West Oak Bluff
El municipio de West Oak Bluff (en inglés: West Oak Bluff Township) es un municipio ubicado en el condado de Clay en el estado estadounidense de Arkansas. En el año 2010 tenía una población de 1274 habitantes y una densidad poblacional de 24,31 personas por km².

## Geografía
El municipio de West Oak Bluff se encuentra ubicado en las coordenadas 36°16′10″N 90°18′51″O / 36.26944, -90.31417. Según la Oficina del Censo de los Estados Unidos, el municipio tiene una superficie total de 52.41 km², de la cual 52,27 km² corresponden a tierra firme y (0,28 %) 0,15 km² es agua.

## Demografía
Según el censo de 2010, había 1274 personas residiendo en el municipio de West Oak Bluff. La densidad de población era de 24,31 hab./km². De los 1274 habitantes, el municipio de West Oak Bluff estaba compuesto por el 97,17 % blancos, el 0,31 % eran amerindios, el 0,16 % eran asiáticos, el 1,65 % eran de otras razas y el 0,71 % eran de una mezcla de razas. Del total de la población el 2,04 % eran hispanos o latinos de cualquier raza.